# Rebordosa
Rebordosa is een stad in het noorden van Portugal, gelegen in de Tâmega subregio. De stad ligt ongeveer 20km ten oosten van Porto. Rebordosa heeft een oppervlakte van 11,17 km² en ruim 10.000 inwoners. De stad maakt deel uit van de gemeente Paredes, samen met Paredes, Gandra en Sao Salvador de Lordelo. Rebordosa is gelegen in het centrum van de Portugese meubelindustrie.

## Geboren
- Xeka (10 november 1994), voetballer